# Metophthalmus rectangulatus
Metophthalmus rectangulatus es una especie de coleóptero de la familia Latridiidae.

## Distribución geográfica
Habita en Puerto Rico.